# Transylvania (film)
Transylvania è un film del 2006 diretto da Tony Gatlif.

## Trama
Zingarina (Asia Argento), è una ragazza italiana ribelle che, insieme alla sua migliore amica Marie (Amira Casar) e la giovane interprete Luminita (Alexandra Beaujard) va in Transylvania alla ricerca del suo innamorato nonché padre del figlio che aspetta, Milan Agustin (Morgan), che era stato espulso dalla Francia, terra dove si erano conosciuti e innamorati; ma lei sa che lui é un musicista di strada e gira con una Band di violinisti Zingari.
Zingarina lo rintraccia in occasione di un Festival pagano "la Festa di Erode" ma lui le dice che tra loro è tutto finito, respingendola con forza. 
La ragazza, delusa ed arrabbiata, non vuole tornare in Francia o in Italia; anche Marie è amareggiata e così licenzia Luminita perché crede che è giusto andare via dalla Transylvania. Zingarina, approfittando del fatto che Marie si allontana momentaneamente in una stazione; si allontana volutamente (lasciando una nota a Marie) per andare dietro a Vandana, una ragazzina girovaga e,  durante il suo viaggio senza meta lungo i viali e i villaggi di questa terra misteriosa e fraterna incontra Tchangalo (Birol Unel), un affascinante mercante-viaggiatore di origine turca, tra i 2 nasce qualcosa di strano; una complicità e una solidarietà che presto si trasforma in sentimento.
Nonostante Tchangalo è un uomo senza confini e senza legami, alla fine accetterà Zingarina e con lei formerà una famiglia accettando anche il bambino che non è suo figlio naturale.